# Helene Stähelin
Helene Stähelin (Wintersingen, Suiza, 8 de julio de 1891-Basilea, Suiza, 30 de diciembre de 1970) fue una matemática, profesora y activista por la paz suiza. Entre 1948 y 1967 fue presidenta de la sección suiza de la Liga Internacional de Mujeres por la Paz y la Libertad y su representante en el Consejo Suizo por la Paz.

## Infancia y carrera científica
Fue una de los doce hijos del párroco Gustav Stähelin (1958-1934) y su esposa Luise Stähelin (nacida Luise Lieb). En 1894, su familia se mudó de Wintersingen a Allschwil. Helene Stähelin asistió a la Töchterschule de Basilea y a las universidades de Basilea y de Gotinga. En 1922, se convirtió en profesora de matemáticas y ciencias naturales en el Töchterinstitut de Ftan. En 1924, obtuvo su doctorado de la Universidad de Basilea, con la tesis Die charakteristischen Zahlen analytischer Kurven auf dem Kegel zweiter Ordnung und ihrer Studyschen Bildkurven, dirigida por Hans Mohrmann y Otto Spiess. En 1926, se convirtió en miembro de la Sociedad Matemática de Suiza. Entre 1934 y 1956, Stähelin trabajó como profesora en la escuela secundaria protestante de Zug. Tras retirarse, regresó a Basilea, donde ayudó durante varios años a Otto Spiess a editar las cartas de la familia Bernoulli.

## Activismo político
Como pacifista, Stähelin se unió a la Liga Internacional de Mujeres por la Paz y la Libertad (Internationale Frauenliga für Frieden und Freiheit, IFFF) en su lucha contra la guerra científica. Fue presidenta de la sección suiza de la IFFF entre 1947 y 1967, cuando los principales asuntos fueron la Organización de las Naciones Unidas, las armas nucleares y la Guerra de Vietnam. Debido a su activismo por la paz, estuvo bajo vigilancia de las autoridades suizas a mediados de la década de 1950, y su perfil en la Fiscalía General de Suiza fue mantenido en secreto hasta 1986. Stähelin fue también activista por el sufragio femenino en Suiza, que, sin embargo, no llegó a ser una realidad en vida de ella.